# Discovery (宇都宮隆の曲)
『discovery』（ディスカヴァリー）は宇都宮隆が1996年11月25日にリリースした5thシングル。

## 解説
オリジナルアルバムには収録されて居らず、ベストアルバムでのみ収録。
1996年ライヴツアー『Takashi Utsunomiya Tour 96 "easy attraction"』で初披露された。
TMN終了以来、元メンバーであった小室哲哉とのコラボが実現したシングル。プレイステーション用ソフト『gaball screen』テーマ曲として使われた。
作詞には前田たかひろも参加しているが、ミスプリントでCDジャケットには記載されていない。ただし『gaball screen』の本曲のPVのラストには名前がちゃんと載っている。
『gaball screen』をプロデュースする小室からオファーが来たことで制作された。宇都宮は小室とスタジオで一緒に制作に立ち会ってはおらず、小室のスタジオから完成品を渡されて、歌入れを終えたら小室に送った。宇都宮曰く、「TMのレコーディングとはまるで違う。木根のコーラスがないから、ソロの宇都宮隆が小室哲哉のプロデュースを受けたような感じだった」「昔みたいに頻繁に会わなくなってきているけど、レコーディングの途中で小室が『シンガーとしての宇都宮隆』を意識して、ちゃんと捉えているなと感じた。実際ボーカルがより前に出る工夫がしてあって、相対的にバックトラックが薄くなっている」と語る。
宇都宮は「男性から女性に向けた歌」「『少年』へのアンサーソング」と解釈し、曲調を考慮した上で「男性の気持ちで」「淡々と、サラッと」歌うように心がけた。
小室は「もしTMN終了がなかったら、1994年4月21日には『Nights of The Knife』ではなくこれがニューシングルになっていた。それ位の気持ちで作った」と語っている。
木根尚登は「昔から知っている宇都宮隆がいる」と評している。

## 収録曲
| 全作詞・作曲: 小室哲哉、前田たかひろ。 |                               |                          |                          |                                |      |
| #                                      | タイトル                      | 作詞                     | 作曲・編曲               | 編曲                           | 時間 |
| 1.                                     | 「discovery (Original Mix)」  | 小室哲哉 、 前田たかひろ | 小室哲哉 、 前田たかひろ | 小室哲哉、Mixed by Dave Ford   | 6:51 |
| 2.                                     | 「discovery (Voyager Remix)」 | 小室哲哉 、 前田たかひろ | 小室哲哉 、 前田たかひろ | 小室哲哉、Remixed by Dave Ford | 6:53 |
| 3.                                     | 「discovery (Instrumental)」  | 小室哲哉 、 前田たかひろ | 小室哲哉 、 前田たかひろ | 小室哲哉、Mixed by Dave Ford   | 6:49 |
| 合計時間:                              | 合計時間:                     | 合計時間:                | 20:33                    |                                |      |

## 収録アルバム
- TAKASHI UTSUNOMIYA THE BEST FILES (#1)
- TAKASHI UTSUNOMIYA ORIGINAL SINGLES 1992-2003 (#1,#2)